# Juan de Dios Caballero Reyes
Juan de Dios Caballero Reyes (Canatlán, Durango, 23 de junio de 1931), es un obispo católico emérito mexicano que fungió como V obispo de la Diócesis de Huejutla de 1978 a 1993 nombrado por el papa Pablo VI y posteriormente fue reasignado como obispo auxiliar en la Arquidiócesis de Durango de 1993 hasta su jubilación en el año 2008. Fue consagrado obispo el 21 de septiembre de 1978 de manos del entonces arzobispo de Durango Antonio López Aviña.